# Burning Inside
Burning Inside war eine US-amerikanische Brutal- und Technical-Death-Metal-Band aus Springfield, Missouri, die 1995 gegründet wurde und sich ca. 2007 auflöste. Ihren späteren Sitz hatte die Band in Orlando, Florida.

## Geschichte
Die Band wurde im Winter 1995 von dem Gitarristen Steve Childers und dem Schlagzeuger Richard Christy in Missouri gegründet, nachdem sie Public Assassin verlassen hatten. Als Sänger und Bassist stieß Jamie Prim hinzu, woraufhin das Trio ein erstes selbstbetiteltes Demo aufnahm. Als weiterer Gitarrist kam Michael Estes Anfang 1996 dazu, woraufhin die Band ihren Sitz nach Florida verlegte. Der aus Florida stammende Estes hatte bereits zuvor mit Prim in einer anderen Band gespielt. Da Prim vorerst nicht nach Florida ziehen konnte, wurde er übergangsweise durch John Leighton ersetzt. Zu dieser Zeit gab Pulverizer Records sein Interesse an der Band kund. Da sich Leighton nicht bewähren konnte, nahmen Childers und Christy mit der Unterstützung von Marcus Matthew Kolar und Andrew Jay Harris von Sarcophagus ein Album auf, das jedoch nie veröffentlicht wurde. 1997 zog dann schließlich auch Prim nach Florida. Es folgten Auftritte und es wurde an neuem Material geschrieben. 1998 war die Band auf dem Sampler A Tribute to Hell "Satanic Rites" von Full Moon Productions zu hören. Im selben Jahr steuerte die Gruppe auch ihre Version von Mercyful Fates Evil zum Sampler The Unholy Sounds of the Demon Bells - A Tribute to Mercyful Fate bei. Die Burning-Inside-Musiker waren Fans von Mercyful Fate und von der Gruppe Equinox auf diesen geplanten Sampler aufmerksam gemacht worden. Erschienen war der Tonträger bei dem polnischen Label Still Dead Productions. Der Band wurde daraufhin ein Plattenvertrag bei diesem Label angeboten, worüber 1999 das Debütalbum The Eve of the Entities erschien. Der Tonträger wurde an Halloween des Folgejahres über Pavement Music wiederveröffentlicht. 2001 folgte über Crash Music mit Apparition das zweite Album. 2007 erschien in Eigenveröffentlichung eine selbstbetitelte EP. Danach löste sich die Band auf. Am 2. Februar 2016 verstarb Steve Childers bei einem Autounfall.

## Stil
Laut Eleanor Ditzel von Allmusic gehörte Burning Inside zu den wenigen Death-Metal-Bands, die ein wahrhaft hohes technisches Spielvermöge entwickelt habe. The Eve of the Entities sei von manchen Kritikern als eines der besten Death-Metal-Alben bezeichnet worden. Das Album sei brutal und technisch anspruchsvoll, wobei die Texte von düsteren Themen wie psychologischen Problemen oder Hexenverfolgung, bei denen Millionen Christen getötet worden seien, handeln würden. Apparition gebe sich ebenfalls technisch anspruchsvoll, wobei hierauf eine „melodische Liebe zu Blut und Brutalität“ hörbar sei. Da die Gruppe in ihrer Karriere auch Coverversionen von Bands wie Black Sabbath, Judas Priest und Mercyful Fate eingespielt habe, sei ersichtlich, dass die Gruppe sowohl traditionell als auch technisch anspruchsvoll sein kann. Frank Stöver vom Rock Hard schrieb in seiner Rezension zu The Eve of the Entities, dass hierauf „die Komplexität neuerer Death-Alben mit der Intensität von Morbid Angel und der Boshaftigkeit von Deicide“ vermischt wird. Trotz hoher Brutalität bewege man sich spieltechnisch auf einem hohen Niveau. Eine Ausgabe später gab Steve Childers im Interview mit Stöver an, dass die Gruppe durch den Death Metal der frühen 1990er Jahre sowie den Metal der 1980er Jahre, Yngwie Malmsteen und europäischen Power Metal beeinflusst wird. Er selbst bezeichne die Musik von Burning Inside als düsteren und technischen Metal. Da man versuche, die Einflüsse aller Musiker im Songwriting zu verarbeiten, verwende man sehr viel Zeit für die Arrangements. Neben den für den Death Metal typischen Themen wie Satan, Horror und Gore verarbeite man auch Dinge wie Okkultismus, Psychologie und auf Horrorfilme basierende Geschichten in den Liedtexten. Die meisten Texte würden von Prim und Christy geschrieben. Aaron McKay von chroniclesofchaos.com rezensierte das Album ebenfalls und fasste es als technischen Speed- und Death-Metal zusammen. Die Musik schaffe es jedoch nicht, zu überzeugen. Den Gesang bezeichnete er als trocken, wobei er nicht ins Gesamtbild passe, da er so klinge, als würde Chuck Billy den Gesang bei Incantation übernehmen.

## Diskografie
- 1995: Burning Inside (Demo, Eigenveröffentlichung)
- 1999: The Eve of the Entities (Album, Still Dead Productions)
- 2001: Apparition (Album, Crash Music)
- 2007: Burning Inside (EP, Eigenveröffentlichung)